# Parc national de Yanchep
Le parc national de Yanchep (Yanchep National Park) est un parc national australien situé à 42 km au nord  de Perth, la capitale de l'État. Le parc est réputé pour ses grottes, sa végétation et ses colonies de koalas. Il offre également des programmes éducatifs culturels offerts en partenariat avec les populations Noongar autochtones locales.

## Histoire
La région a été habitée et est un site de chasse depuis des milliers d'années pour les Australiens autochtones soit bien avant l'arrivée des Européens. Le nom tribal du parc est Nyanyi-Yandjip nom dû aux roseaux du lac qui ressembleraient à la crinière du Wagyl, une créature poilue du temps du rêve. Yanchep dérive de Yandjip ou Yanget qui est le nom des roseaux.
Le premier visiteur européen est arrivé en 1834 lorsque John Butler, un fermier, vint à la recherche de son bétail perdu et nota la présence des lacs, de zones humides et du gibier abondant. Alors qu'il parcourait la région, Butler fut bien accueilli par les hommes qui y habitaient. Le lieutenant George Grey voyagea à travers la région en 1838 et prit note de grottes remarquables qu'il y avait trouvé.
Le géomètre John Septimus Roe et le gouverneur John Hutt visitèrent les grottes, notamment Crystal Cave (en), dans le parc en 1841.
Une piste fut construite à proximité du lac Loch McNess en 1862 ; route qui plus tard en 1865 fut utilisée par les bouviers.
Le premier colon à s'installer dans la région fut Henry White qui est arrivé en 1901 et a bâti sa maison près de la rive nord-ouest du lac Yonderup ; il a ensuite été nommé gardien et guide en 1903.

## Faune et flore
Le parc abrite une flore et une faune diversifiées.
On y trouve des arbres tels que des Banksias, des Melaleucas, des Eucalyptus gomphocephala, des Corymbia calophylla, des Casuarinaceae et des Jarrahs rabougris poussent dans les zones boisées. On y trouve aussi des fleurs sauvages, comme Banksia sessilis, Diplolaena angustifolia et Anigozanthos.
Le parc abrite plusieurs espèces d'animaux indigènes comme le Cacatoès à rectrices blanches, le martin-chasseur, le troglodyte, le cygne, le pélican, le bandicoot brun du Sud, le Kangourou gris et le Wallaby de l'ouest.

## Galerie

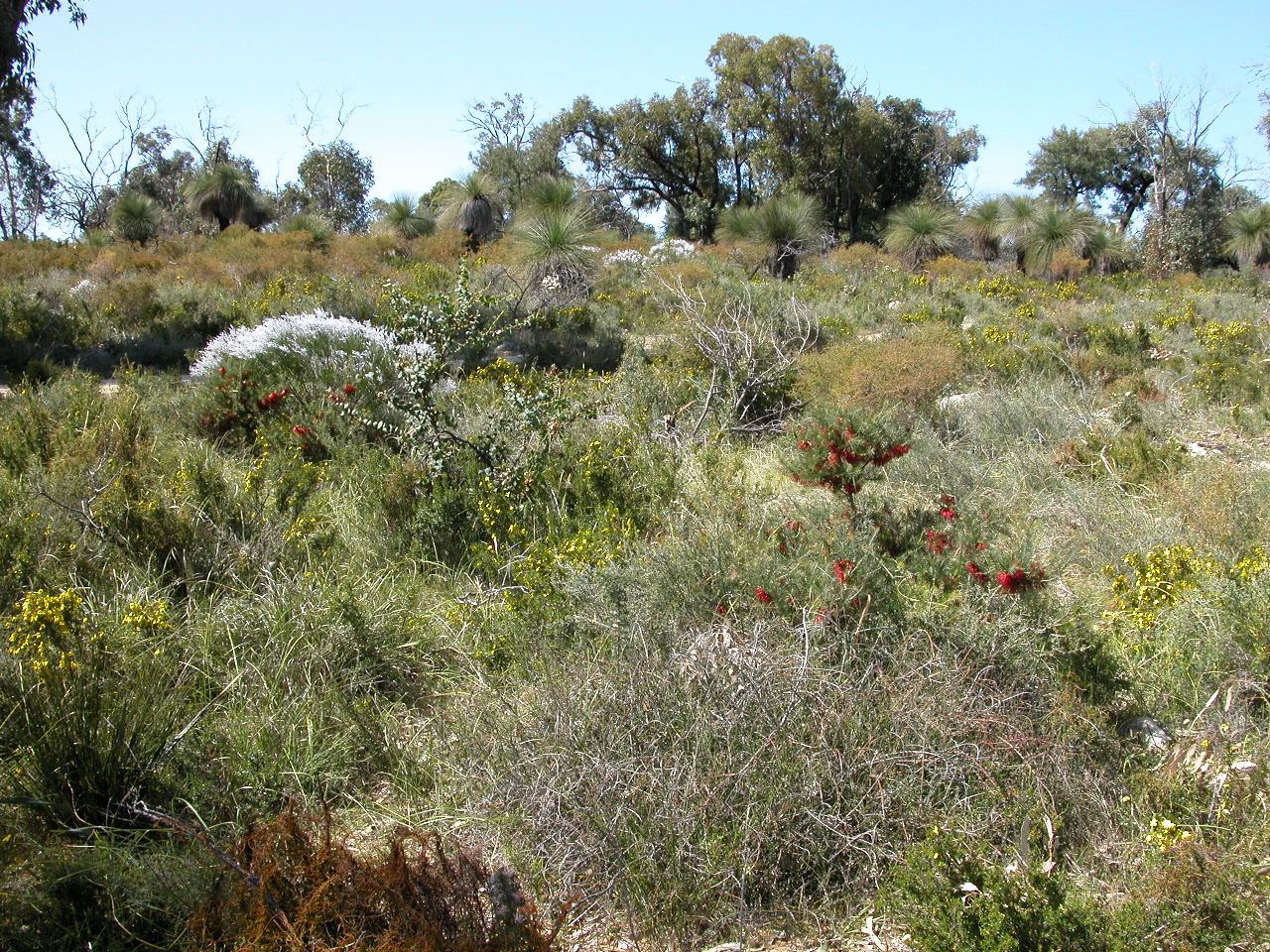
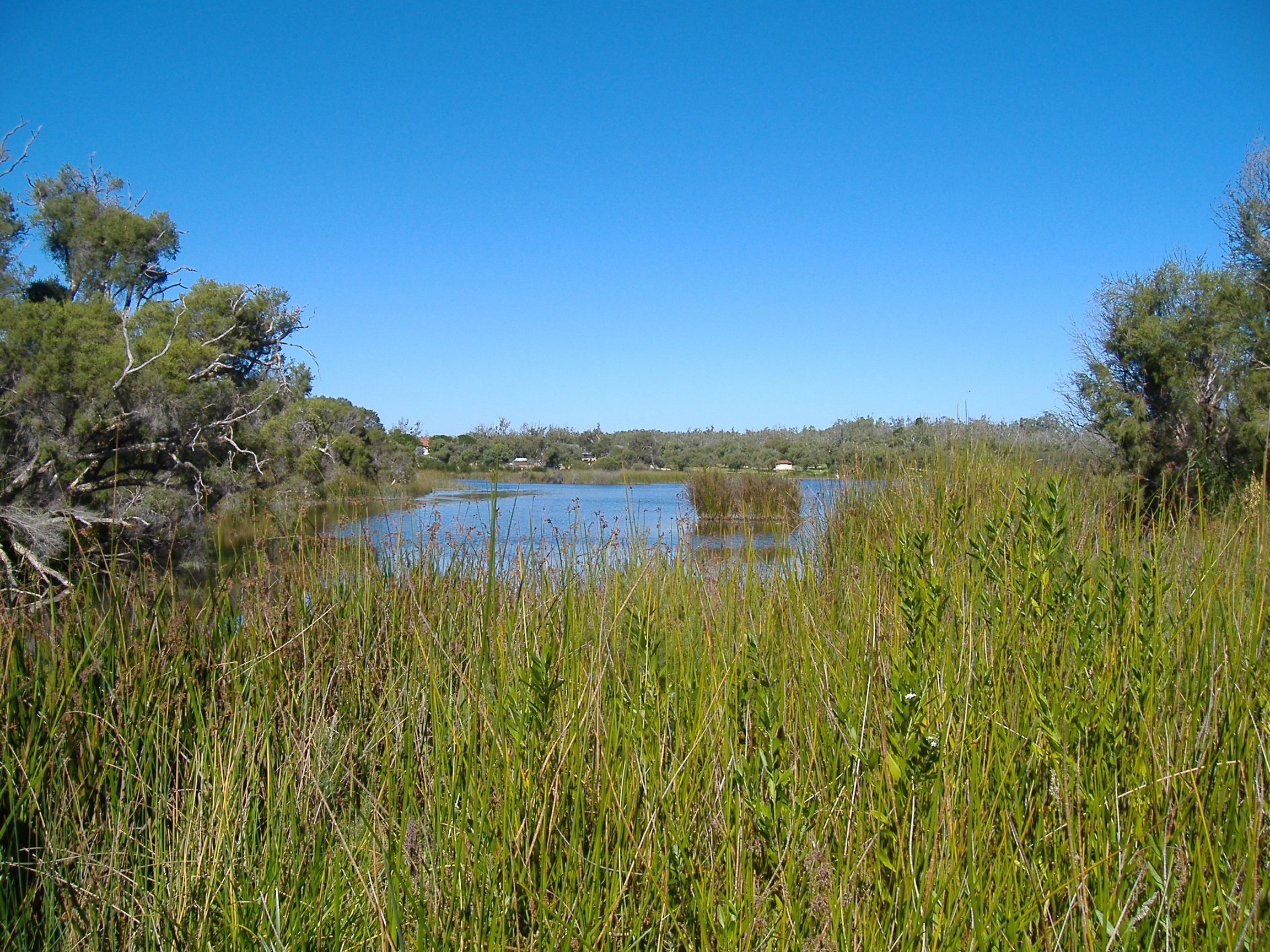
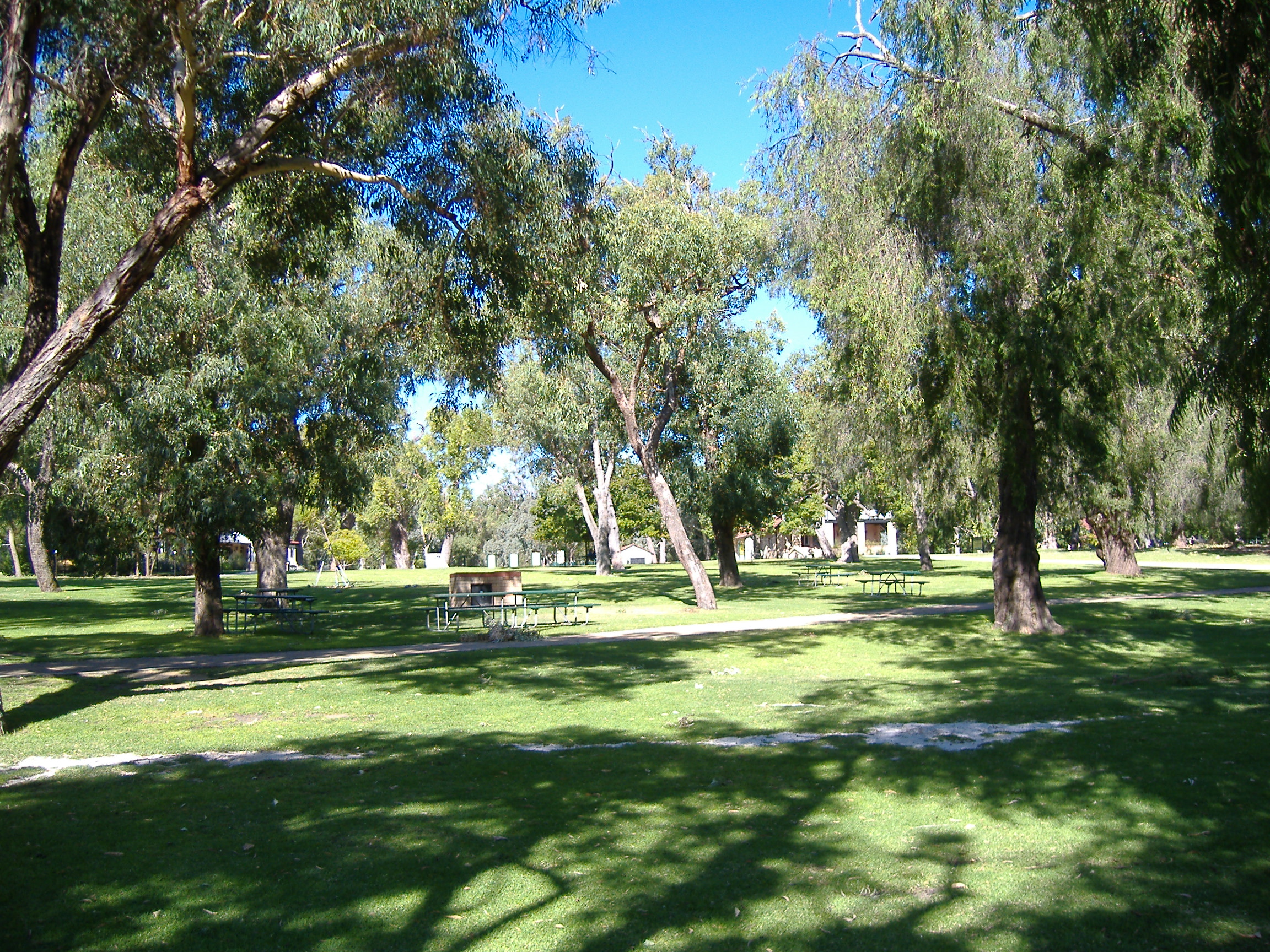